# Twywell
Twywell è un villaggio e parrocchia civile dell'Inghilterra, appartenente alla contea del Northamptonshire.